# Annie Le Houérou
Annie Le Houérou (* 31. März 1960 in Plougonver, Département Côtes-d’Armor) ist eine französische Politikerin. Sie ist seit 2012 Abgeordnete der Nationalversammlung.
Le Houérou erwarb 1978 in Guingamp ihr Abitur und studierte danach in Rennes angewandte Fremdsprachen sowie öffentliches Recht. 1987 erwarb sie am Institut régional d’administration in Nantes ein Diplom in Verwaltung. Ab 1988 war sie im Landwirtschaftsministerium in Paris tätig.
1993 kehrte sie ins heimatliche Département Côtes-d’Armor zurück und war dort ebenfalls Verwaltungsbeamte.
Im Jahr 2001 gelang ihr mit dem Einzug in den Stadtrat von Guingamp, was ihr von Guingamps Bürgermeister Noël Le Graët vorgeschlagen worden war, der Sprung in die aktive Politik. Im folgenden Jahr erlangte sie das Amt der Präsidentin des ehemaligen Gemeindeverbands Guingamp Communauté. 2005 zog sie bei einer Nachwahl in den Generalrat des Départements Côtes-d’Armor ein. Bei den Kommunalwahlen 2008 wurde sie zur Bürgermeisterin von Guingamp gewählt. 2012 kandidierte Le Houérou im vierten Wahlkreis des Départements für den Parti socialiste und wurde im zweiten Wahlgang mit 68,5 % zur Abgeordneten gewählt. 2017 schied sie aus.